# RWE Dea
RWE Dea AG (en alemán: Deutsche Erdöl-Aktiengesellschaft) es una multinacional alemana filial de RWE, con sede central en Hamburgo, cuya actividad empresarial de desarrolla en la exploración y producción de gas natural y petróleo. 
Está presente en tres países europeos, además de Alemania: Reino Unido, Noruega y Dinamarca. Mantiene proyectos de exploración y explotación en Argelia, Libia, Malta, Mauritania y Polonia.
En 2007 tuvo una facturación de 169.000 millones de euros y unos beneficios próximos a la 500 millones. Tiene más de mil empleados en todo el mundo y pertenece al grupo empresarial Rheinisch-Westfälisches Elektrizitätswerk o RWE.